# Luiz Mott
Luiz Roberto de Barros Mott (São Paulo, 6 de mayo de 1946) es un antropólogo, historiador, sociólogo e investigador, y uno de los más notables activistas brasileños a favor de los derechos civiles LGBT.

## Biografía
Luiz Roberto de Barros Mott, más conocido como Luiz Mott, nació en São Paulo, en 1946. Proviene de una humilde familia católica del interior del país.
Fue el séptimo de los nueve hijos de la escritora Odette de Barros Mott (Igarapava, 24 de mayo de 1913 - São Paulo, 23 de mayo de 1998) con Leo Mott, su padre: Maria José Mott Ruggiero, Lea Mott Ancona López, Carlos de Barros Mott, Pedro de Barros Mott, Fúlvia Mott Rosemberg, Luiz Roberto de Barros Mott , Maria Lúcia de Barros Mott (historiadora y feminista) y Leone Mott Junior, también sus hermanastros, Fernando Leone Ferreira Mott y Leone Conrado Ferreira Mott, su madrastra, Agda Ferreira Mott .
Sus hermanos influyeron en sus ideales de izquierda.
Estudió en el seminario dominico de Juiz de Fora. Estudió Ciencias Sociales en la Universidad de São Paulo. Su magíster lo realizó en la Sorbonne, en Etnología y el doctorado en Antropología, en la Universidad Estatal de Campinas. Es profesor emérito del Departamento de Antropología de la Universidad Federal de Bahía.
Desde finales de la década de 1970 vive en Salvador de Bahía, ciudad que le concedió el título de ciudadano de honor. En 2006, la Asamblea Legislativa del Estado de Bahía le concedió el título de ciudadano bahiano a Luiz Mott.

## Activismo y estudiosqueer
Luiz Mott asumió su orientación sexual en 1977. Fue fundador del Grupo Gay da Bahia, una de las principales instituciones que trabajan a favor de los derechos humanos de los gays en Brasil, además del Centro Baiano Anti-Aids y el Grupo Lésbico e Associação de Travestis de Salvador, y fue cofundador de la Associação Brasileira de Gays, Lésbicas e Transexuais.
Es conocido en Brasil por sus vastas contribuciones en el área de los estudios de la homosexualidad, siendo su obra citada y conocida fuera de las fronteras del país. Mott se encuadra dentro de los nuevos estudios de la homosexualidad llamados queer studies (a veces traducido como «estudios queer» o «estudios torcidos»), que tienen su origen en las universidades norteamericanas.
En su faceta de activista LGBT Luiz Mott ha sido objeto de ataques por miembros de las facciones más extremas de la Iglesias católica y evangélica, que lo han acusado de propagar la pedofilia. Es posible que el hecho sea una reacción a las acusaciones realizadas por Mott a estas confesiones de tener alguna responsabilidad sobre los frecuentes asesinatos de gays en Brasil.

## Premios recibidos
- Premio Felipa de Souza.[7] (1995)
- Medalla de la Orden de Río Branco.[8]
- Orden al Mérito Cultural.[9] (2007)